# Calamaria
Calamaria este un gen de șerpi din familia Colubridae.

## Specii[1]
- Calamaria abstrusa
- Calamaria acutirostris
- Calamaria albiventer
- Calamaria alidae
- Calamaria apraeocularis
- Calamaria battersbyi
- Calamaria bicolor
- Calamaria bitorques
- Calamaria boesemani
- Calamaria borneensis
- Calamaria brongersmai
- Calamaria buchi
- Calamaria butonensis
- Calamaria ceramensis
- Calamaria crassa
- Calamaria curta
- Calamaria doederleini
- Calamaria eiselti
- Calamaria everetti
- Calamaria forcarti
- Calamaria gervaisii
- Calamaria grabowskyi
- Calamaria gracillima
- Calamaria griswoldi
- Calamaria hilleniusi
- Calamaria ingeri
- Calamaria javanica
- Calamaria joloensis
- Calamaria lateralis
- Calamaria leucogaster
- Calamaria linnaei
- Calamaria longirostris
- Calamaria lovii
- Calamaria lowii
- Calamaria lumbricoidea
- Calamaria lumholtzi
- Calamaria margaritophora
- Calamaria mecheli
- Calamaria melanota
- Calamaria modesta
- Calamaria muelleri
- Calamaria nuchalis
- Calamaria palavanensis
- Calamaria pavimentata
- Calamaria pfefferi
- Calamaria prakkei
- Calamaria rebentischi
- Calamaria schlegelii
- Calamaria schmidti
- Calamaria septentrionalis
- Calamaria suluensis
- Calamaria sumatrana
- Calamaria thanhi
- Calamaria ulmeri
- Calamaria virgulata
- Calamaria yunnanensis